# 公儀橋
公儀橋（こうぎばし）は、江戸時代、江戸幕府の経費で架設、架け替え、修復が行われた橋である。町人が経費を負担して架けた町橋に対する。
江戸では「御入用橋」と称し、まれに「公儀橋」といったが、大坂、京都ではおおく「公儀橋」といった。

## 江戸の御入用橋
江戸の御入用橋は、つぎのとおり。
- 江戸城内外に架けたもの40～50橋のうち主なものは下乗橋、大手橋、和田倉橋、鍛冶橋、呉服橋、常盤橋、筋違橋、浅草橋。
- 両国橋
- 新大橋、永代橋、大川橋（のちの吾妻橋）
- 日本橋をはじめ町々に架けたものおよそ120余 - 有名なものは日本橋、江戸橋、京橋、汐留橋、金杉橋、霊岸橋、湊橋、高橋など。

## 大坂の公儀橋
大坂では総橋数155橋（天明7年調べ）のうち公儀橋は12橋であり、そのほかはいずれも町橋であった。
- 天満橋、天神橋、難波橋 - 大川（旧淀川）
- 野田橋、備前島橋 - 鯰江川（現在は埋立）
- 京橋 - 旧大和川（現在の寝屋川）
- 鴫野橋 - 平野川・猫間川落合（現在の第二寝屋川）
  - 現在の新鴫野橋。寝屋川に架かる大阪市道上新庄生野線の鴫野橋とは全く別の橋。
- 高麗橋、本町橋、農人橋 - 東横堀川
- 長堀橋 - 長堀川（現在は埋立）
- 日本橋 - 道頓堀川

## 京の公儀橋
『京都御役所向大概覚書』によると、洛中洛外に107の公儀橋があったと伝えられる。
- 三条通の主な橋 - 三条大橋（鴨川）、三条小橋（高瀬川）、白川橋（白川）
- 五条大橋（鴨川）
- 中立売橋（堀川）
- 伏見の主な橋 - 観月橋、京橋、肥後橋、直違橋、常円橋、六地蔵橋

など。

## その他の地域の公儀橋
主要街道の橋は公儀橋として江戸幕府が直接管理していたものが多い。
- 瀬田の唐橋（滋賀県大津市、瀬田川）
- 宇治橋（京都府宇治市、宇治川）
- 深田橋（京都府向日市、深田川）
- 大和橋（大阪市住之江区・堺市堺区、大和川）
- 豊橋（愛知県豊橋市、豊川）

など多数。